# Allylmethyldisulfid
Allylmethyldisulfid ist ein natürlich vorkommendes organisches Disulfid.

## Vorkommen
Allylmethyldisulfid kommt insbesondere in Knoblauchöl vor, der Gehalt wurde in einer Studie zu 2,4–8,3 % bestimmt. Daneben kommt die Verbindung auch noch in der Zwiebel, dem Schnittlauch und in Allium chinense, sowie in Shiitake-Pilzen vor.

## Verwendung
Allylmethyldisulfid ist in der EU unter der FL-Nummer 12.037 als Aromastoff für Lebensmittel allgemein zugelassen.

## Sicherheitshinweise
Allylmethyldisulfid hat einen Flammpunkt von 35 °C.